# WarioWare: D.I.Y.
WarioWare: D.I.Y., también llamado WarioWare: Do It Yourself (trad. WarioWare: Hazlo tu mismo) en Europa y conocido en Japón como Made in Ore (メイドイン 俺?), es una recopilación de micro-juegos y diseño de minijuegos lanzado para la Nintendo DS   en 2009. Es el séptimo título en la serie de WarioWare, después de WarioWare: Snapped!. 
Fue revelado por primera vez en la conferencia de Nintendo el 2 de octubre de 2008 y fue lanzado en Japón el 29 de abril de 2009. En Norteamérica, se anunció en el E3 2009 el 2 de junio de 2009 y fue lanzado el 28 de marzo de 2010 en esa región. En Europa se anunció en Nintendo Media Summit el 25 de febrero de 2010 y se publicó el 30 de abril de 2010. Se ha lanzado en Australia el 20 de mayo de 2010.

## Juego
WarioWare D.I.Y. permite a los jugadores diseñar sus propios microjuegos, creando sus propios gráficos, la música y el diseño de un cartucho para ellos. El juego cuenta con cinco secciones en su menú principal: Estudio DIY, donde los jugadores diseñan microjuegos, WarioWare Inc., el tutorial, Tienda, donde el jugador puede probar sus propios cartuchos de microjuegos, Opciones Garaje, donde los jugadores pueden editar las preferencias y nombres, y Centro de Distribución, en el que los jugadores pueden enviar juegos para la Wii, a otra consola DS o recibir desde Conexión Wifi de Nintendo que ya no existe actualmente 
Juegos: En esta sección para crear los objetos, animaciones, efectos, música y condiciones de victoria, evitando el escribir código de programación, todo se hace con el stylus. Todos los juegos solo pueden usar el gesto "tocar un punto con la pantalla usando el stylus", no deslizar objetos con el stylus ni tampoco el micrófono de la consola, como sucede en Warioware Touched. La única forma de modificar un juego ya completado es importarlo desde el Super MakerMatic para publicarlo como una nueva versión. Cuando se publica un juego se da la opción de ser importable para el Super MakerMatic, si eliges "No, Prohibir", el juego ya no permite ninguna modificación, ni siquiera para ti mismo como autor.   
El escenario o fondo mide 128 pixeles de alto y 192 pixeles de ancho y los objetos pueden ser de un única celda de dieciséis pixeles por lado, celdas 2x2, 3x3 y 4x4. Es posible pegar múltiples objetos entre sí en caso de que requieran.       
| Tamaño | Celdas | Total de pixeles disponibles |
| ------ | ------ | ---------------------------- |
| 1x1    | 1      | 256                          |
| 2x2    | 4      | 1024                         |
| 3x3    | 9      | 2304                         |
| 4x4    | 16     | 4096                         |

Música: En sección de música se crea la música, utilizable para los juegos o simplemente como creaciones independientes. Esta sección no utiliza una partitura de cinco líneas ni claves, son simuladas colocando puntos, donde las figuras musicales corresponden a una piano vertical respecto a la línea horizontal de los puntos. La versión estadounidense de Warioware DIY utiliza la notación americana (CDEFGAB) mientras que la versión europea (que está en idioma español) utiliza Do,Re,Mi,Fa,Sol,La,Si y sus respectivos #.
Cada "partitura" es una frase, que es la duración normal de un microjuego, cada frase tiene cuatro pistas de audio y una quinta pista para ritmo con diferentes opciones de percusión, es posible cambiar volumen y balance entre altavoces derecho y izquierdo de forma independiente para cada pista.
Cómic: En la sección de cómics se pueden crear cómics de hasta cuatro viñetas únicamente en blanco y negro con una variedad de efectos e imágenes prediseñadas. Estos cómics corresponden a un Yonkoma o 4-koma, un tipo de manga japonés de solo cuatro viñetas.
Es posible compartir cualquier creación con otros Nintendo DS y la versión Showcase para la consola Wii. También existió la posibilidad de enviar y recibir creaciones desde internet por medio de Conexión Wi-Fi de Nintendo pero cerró en mayo de 2014.

## Personajes
Cada personaje incluye un paquete de juego prediseñados como muestra de las capacidades del Super MakerMatic.
| Mona                    | Variado                                                                          |
| Jimmy                   | Temática deportiva, la canción que se oye es "Body Rock"                         |
| Ashley                  | Todos los juegos son sobre comida                                                |
| Orbulón                 | Juegos de lógica                                                                 |
| 9-Volt                  | Todos los juegos son referencias a Nintendo                                      |
| Penny                   | Es quien guía al jugador con tutoriales sobre como crear juegos, música y cómics |
| Crickey y Master Mantis | Ellos aparecen al completar todos los tutoriales de Penny                        |

Otros personajes aparecen como cameo o en la versión Showcase para la consola Wii

## WarioWare D.I.Y. Showcase
Véase: WarioWare D.I.Y. Showcase.
WarioWare D.I.Y. Showcase es un juego para la WiiWare (precio: 800 ptos.) del Canal Tienda Wii perteneciente a la saga WarioWare. Es el octavo título y 
es el segundo de la familia WarioWare: D.I.Y.. Puedes jugar tus creaciones de WarioWare D.I.Y. 
Para más información, véase el enlace WarioWare D.I.Y. Showcase